# Jack Zivic
Jack Zivic (Pittsburgh PA, 23. lipnja 1903.  - 1. svibnja 1973.) je bio američki boksač, državni reprezentativac, sudionik OI 1920. u pero-kategoriji. Bio je visine 168 cm (5' 6).
Otac mu je bio doseljenik iz Hrvatske, Hrvat, majka Mary Kepele bila je Slovenka.
On i njegova braća petero braće Joe, Eddie, Pete i Fritzie je bilo poznato kao "Fighting Zivics". 
Jack se najviše proslavio 1920. godine, kada je na nastupio na Olimpijskim igrama. Po današnjim kriterijima, bio bi nositelj brončanog odličja, jer je nastup okončao na 4. mjestu.
Rezultat profesionalnih borba u karijeri:
45-29-4 (12 nokautom)
Od pobjeda nad poznatim protivnicima, valja navesti pobjede nad:

## Vanjske poveznice
- Borbe[neaktivna poveznica]
- Sports-reference  Arhivirana inačica izvorne stranice od 19. svibnja 2011. (Wayback Machine)